# Campeonato Neerlandês de Voleibol Feminino
O  Campeonato Neerlandês de Voleibol Feminino  é a principal competição de clubes de voleibol feminino dos Países Baixos.O torneio, chamado atualmente de  Eredivisie, a segunda divisão chama-se Liga B , são organizadas pela NeVoBo.